# Mérinchal
Mérinchal är en kommun i departementet Creuse i regionen Nouvelle-Aquitaine i de centrala delarna av Frankrike. Kommunen ligger i kantonen Crocq som tillhör arrondissementet Aubusson. År 2022 hade Mérinchal 661 invånare.

## Befolkningsutveckling
Antalet invånare i kommunen Mérinchal
Referens:INSEE